# Aplanta
Aplanta (griechisch Απλάντα, türkisch Aplanda) ist ein Ort im Bezirk Larnaka in Zypern. Bei der letzten amtlichen Volkszählung im Jahr 2021 hatte der Ort 8 Einwohner.

## Lage

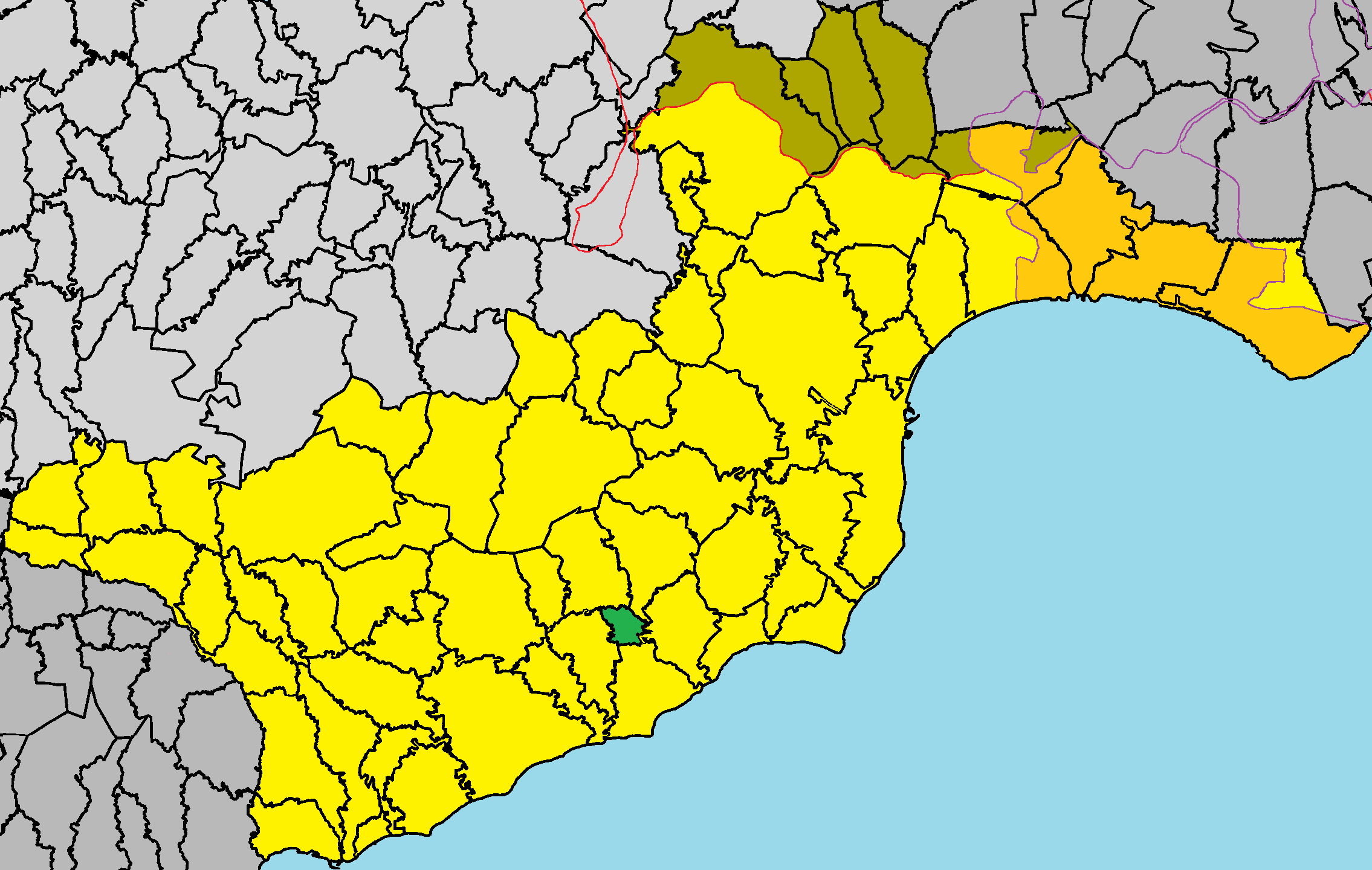
Lage im Bezirk Larnaka

Aplanta liegt im Süden der Insel Zypern auf 106 Metern Höhe, etwa 39 km südlich der Hauptstadt Nikosia, 16 km südwestlich von Larnaka und 42 km nordöstlich von Limassol.
Der Ort liegt im hügeligen Küstenhinterland, etwa 5 km vom Mittelmeer entfernt. Etwa 3 km nördlich verläuft die Autobahn 1 und die B1, dahinter liegen die östlichen Ausläufer des Troodos-Gebirges. Das Gebiet der Gemeinde besteht außer einigen Häusern, welche das kleine Dorf bilden, fast ausschließlich aus landwirtschaftlich genutztem Land.
Orte in der Umgebung sind Anglisides und Alethriko im Norden, Kivisili und Softades im Osten, Mazotos im Süden sowie Anafotia und Alaminos im Westen.

## Bevölkerungsentwicklung
Bis 1960 bestanden die Einwohner von Aplanta fast ausschließlich aus Zyperntürken. Nach den Auseinandersetzungen 1963 floh fast die gesamte Bevölkerung in das ebenfalls türkisch geprägte Kivisili und nach dem Zypernkonflikt 1974 nach Limnia in den Nordteil der Insel. Erst 2011 wurden wieder 6 Einwohner gezählt, allesamt Männer.
| Jahr                          | 1838 | 1891 | 1901 | 1911 | 1921 | 1931 | 1946 | 1960 | 1973 | 1976 | 1982 | 2001 | 2011  | 2021  |
| Einwohner                     | 4    | 14   | 30   | 33   | 42   | 68   | 70   | 55   | –    | –    | –    | –    | 6     | 8     |
| davon türkischstämmig         | 4    | 14   | 28   | 33   | 41   | 68   | 68   | 55   | –    | –    | –    | –    | k. A. | k. A. |
| Quelle: 1838–2001, 2011, 2021 |      |      |      |      |      |      |      |      |      |      |      |      |       |       |